# Чиджоу
Чиджоу (на китайски: 池州) е градска префектура в провинция Анхуей, Източен Китай. Разположен е на най-голямата китайска река Яндзъ в централната част на провинцията си. Населението е 1 402 518 жители. Намира се в часова зона UTC+8. Телефонният му код е 566. МПС кодът му е 皖R.